# Albatros D.III
O Albatros D. III foi um caça biplano alemão utilizado na Primeira Guerra Mundial.